# Frank Delahanty
Frank George Delahanty, Spitzname Pudgie, (* 29. Dezember 1882 in Cleveland, Ohio; † 22. Juli 1966 ebenda) war ein US-amerikanischer Baseballspieler in der Major League Baseball (MLB) auf der Position des Outfielders. Er bestritt während seiner aktiven Laufbahn nur 287 Spiele in der MLB, jedoch über 1.140 Spiele in den Minor Leagues.
Seine Brüder Ed, Jim, Joe und Tom spielten ebenfalls in der MLB.

## Biografie
Delahanty wurde als Sohn der irischen Einwanderer James (1842–1919) und Bridget Delahanty (1849–1926, geborene Croke) geboren. Er studierte zunächst Medizin und machte seine ersten Semi-professionellen Erfahrungen in Warren. Delahanty entschied sich im Alter von 19 Jahren mit professionellem Baseball seinen Lebensunterhalt zu verdienen und brach das Studium der Medizin ab. 1901 gab er deshalb sein Debüt für die Atlanta Firemen in den Minor Leagues. Noch im selben Jahr wechselte er zu den Birmingham Barons, kam bei beiden Teams aber insgesamt nur auf durchwachsene Leistungen. Nach zwei Jahren in den Minor Leagues gab Delahanty am 23. August 1905 sein MLB-Debüt für die New York Highlanders gegen die St. Louis Browns. 1905 machte er zwar nur neun Spiele für die Highlanders, schlug jedoch in seinem ersten Spiel zwei Hits gegen Fred Glade. In seinem zweiten Spiel schlug er ebenfalls zwei Hits, einer davon brachte den spielentscheidenden Punkt ein. Vor der Saison 1906 forderte Delahanty von den Highlanders 500 US-Dollar mehr Gehalt, was jedoch abgelehnt wurde. Trotz der Forderung nach mehr Gehalt lief er 1906 in 92 Spielen für die Highlanders auf. Anfang 1907 verlangte Delahanty erneut ein höheres Gehalt, woraufhin ihn die Highlanders an die Naps abgaben. Delahanty wurde nach 15 Spielen für die Naps wegen mangelnder sportlicher Motivation suspendiert. Der Outfielder verklagte die Naps wegen eines Gehaltsausfall in Höhe von 1.000 US-Dollar durch die Suspendierung. Auch hier wurde die Klage abgelehnt.
1908 spielte er für die New Orleans Pelicans in den Minor Leagues, doch nachdem er sich über eine Schiedsrichterentscheidung aufgeregt hatte, wurde er noch im selben Jahr freigestellt. 1909 unterzeichnete Delahanty einen Vertrag bei den Louisville Colonels in der Minor League und machte 134 Spiele für die Mannschaft. 1911 wurde Delahanty, der bekannt für seine Wutausbrüche war, bei den St. Paul Saints suspendiert, nachdem er einen Umpire geschlagen hatte. Von 1912 bis 1913 spielte er gemeinsam mit seinem Bruder Jim bei den Minneapolis Millers, einer Mannschaft der Double-A. Mit den Millers gewannen er und sein Bruder 1912 die Meisterschaft. Bei einem Spiel gegen die Louisville Colonels am 18. Mai 1913 griff er nach einem Hit by Pitch den Pitcher Grover Lowdermilk mit seiner Keule an. Seine beiden letzten Jahre als aktiver Spieler bestritt er bei den Buffalo Buffeds und den Pittsburgh Rebels in der Federal League.
Nach seiner aktiven Karriere studierte Delahanty Jura statt Medizin und arbeitete später als Anwalt.